# Lago de Włocławek

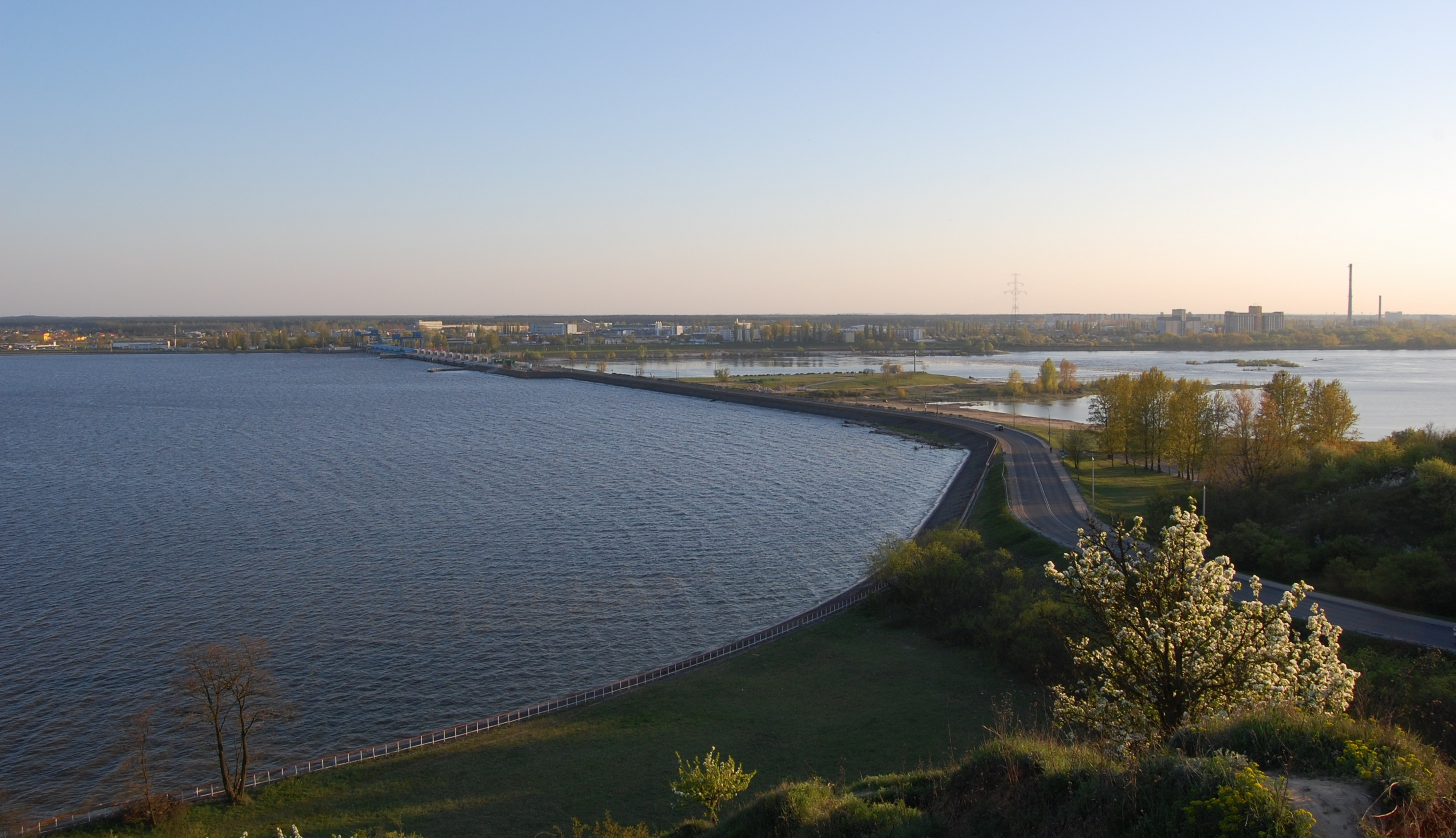
Lago de Włocławek

O Lago de Włocławek (o chamado Reservatório de Włocławek) - é um reservatório artificial no centro de Vístula, formado em 1970 a partir do acúmulo de água na barragem de Włocławek. Estende o rio acima para Płock. O reservatório Włocławski é o maior reservatório artificial da Polônia em termos de área.
O reservatório tem a forma de um lago glacial de 58 km com uma largura média de 1,2 km. Possui um tempo de retenção relativamente curto (engenharia hidráulica), em média 5 dias.
Devido à quantidade significativa de matéria orgânica no reservatório (aproximadamente 11,5% da matéria seca dos sedimentos), ele emite aproximadamente 400 mg de metano por dia por 1 m² (o que representa aproximadamente 27% da quantidade total de gases emitidos pelo sedimento em média 3114 ml m-2d-1). Por esse motivo, é considerada uma fonte importante de gases de efeito estufa.

## Funções
O reservatório tem três funções principais:
● função de retenção - durante o período de alta água no Vístula, o reservatório interrompe a onda de inundação;
● função de energia – A Central Hidroeléctrica de Włocławek está localizada na barragem de Włocławek;
● função turística - os seguintes centros turísticos desenvolvidos no lago Włocławskie: Zarzeczewo, Wistka Szlachecka, Soczewka e Murzynowo.

## Protecção contra inundações
O reservatório de Włocławski é basicamente um reservatório de fluxo. Por volta de 2004, no caso de altos níveis de água, serve como bacias de retenção.

### Inundação 2010
A partir de 17 de maio, foi lançada água (3000 m³ / s) na barragem de Włocławek, preparando-se para o início de uma onda de inundação. Em 22 de maio, o afluente foi de 6.000 m³ / s, e a descarga já foi de 5.700 m³ / s. Uma descarga de 6.300 m³ / s foi assumida durante o clímax. No dia 23 de maio, às 14h, a onda do clímax atingiu Włocławek, mas o nível da água estava mais baixo do que o inicialmente esperado devido ao rompimento do aterro no Świniary perto de Płock.

### Inundação 2014
Durante a inundação do rio Vístula em 22 de maio de 2014, 4900 m³ / s caíram no reservatório de Włocławski, enquanto a descarga foi de 4300 m³ / s. Graças a isso, foi possível aplanar a onda de inundação e reduzir o risco de inundação na seção inferior do rio Vístula.

## Turismo

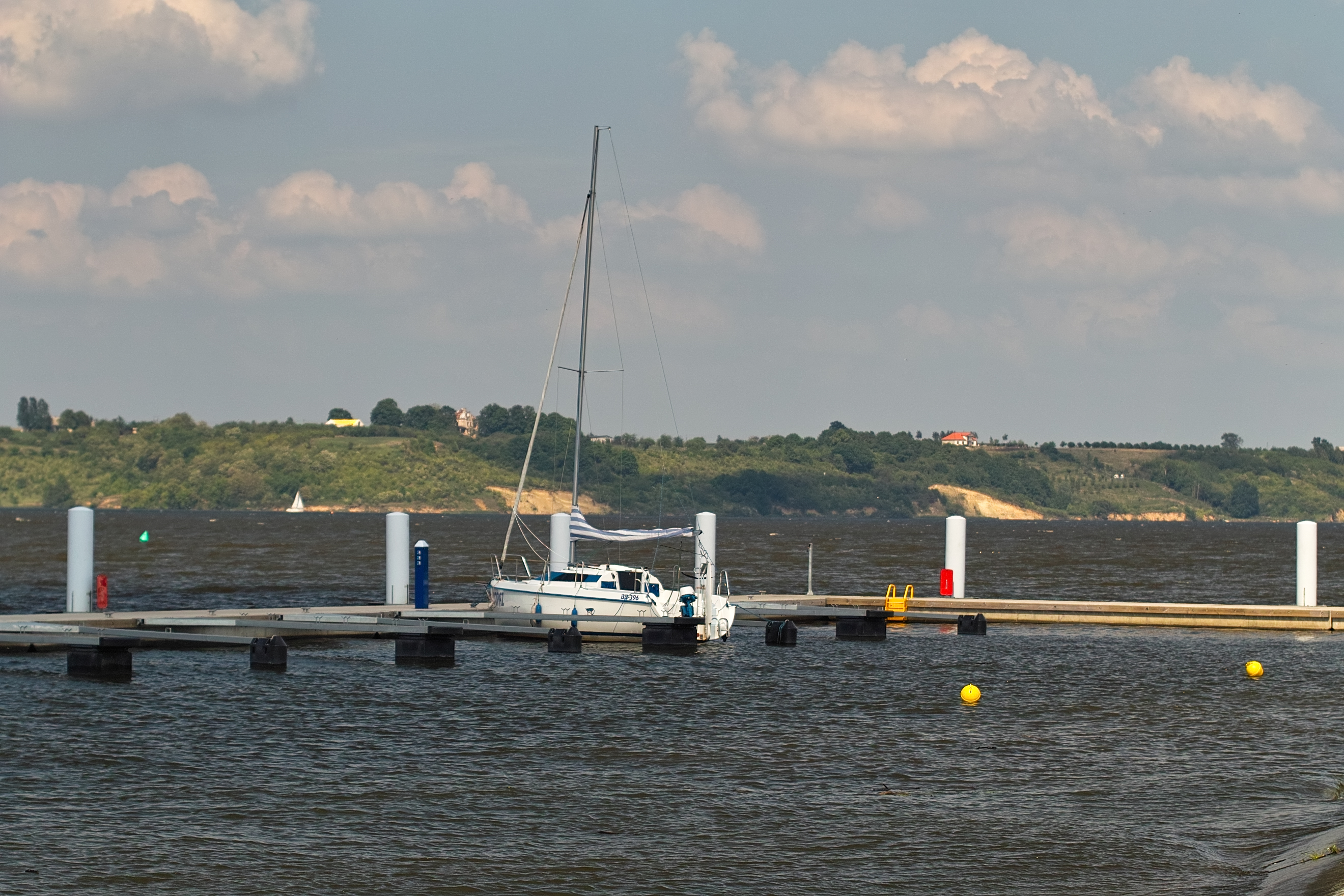
Marina da cidade no lago de Włocławek

O reservatório possui valores turísticos que ainda não são valorizados devido ao descaso histórico relacionado à qualidade da água e à falta de investimentos em infraestrutura (portos, guias turísticos, bases charter). No entanto, isso está mudado. O Ano do Rio Vístula e iniciativas relacionadas deram importância particular. O Conselho da cidade de Płock organizou um site especial http://www.nafali.plock.eu/. As duas maiores cidades da região- Płock e Włocławek fazem investimentos em infraestrutura, incluindo Portos (porto da cidade na foz de Zgłowiączka até Vístula) ou Marina da Cidade no lago de Włocławek. Um investimento em Płock envolvendo a reconstrução do porto em PTTK Morka ou a construção do píer em Płock. Há cada vez mais iniciativas privadas, como a criação de uma marina (por exemplo, Stanica Flis, Stanica em Nowy Duninów, Stanica em Murzynów) e empresas de fretamento de barcos, até recentemente praticamente indisponíveis.